# Kieseck
Kieseck är en bergstopp i Österrike.   Den ligger i distriktet Liezen och förbundslandet Steiermark, i den centrala delen av landet, 220 km sydväst om huvudstaden Wien. Toppen på Kieseck är 2 681 meter över havet, eller 439 meter över den omgivande terrängen. Bredden vid basen är 5,6 km.
Terrängen runt Kieseck är bergig åt nordväst, men åt sydost är den kuperad. Närmaste större samhälle är Schladming, 14,2 km nordväst om Kieseck. 
Trakten runt Kieseck består i huvudsak av gräsmarker. Runt Kieseck är det ganska glesbefolkat, med 21 invånare per kvadratkilometer.